# Chalepoxenus kutteri
Chalepoxenus kutteri är en myrart som beskrevs av Henri Cagniant 1973. Chalepoxenus kutteri ingår i släktet Chalepoxenus och familjen myror. IUCN kategoriserar arten globalt som sårbar. Inga underarter finns listade i Catalogue of Life.